# Benitz
Benitz település Németországban, Mecklenburg-Elő-Pomeránia tartományban. Lakosainak száma 414 fő (2023. december 31.). Benitz Dummerstorf és Wiendorf községekkel határos.

## Népesség
A település népességének változása:
| Lakosok száma | 365  | 395  | 397  | 406  | 418  | 414  |
|               | 2014 | 2017 | 2019 | 2021 | 2022 | 2023 |